# مجيبة (اسم)
مجيبة هو اسم علم مؤنث من أصل عربي، ومعناه هو الزاجرة المعنفة التي تنهى عن فعل الشر.

## وصلات خارجية
- موسوعة السلطان قابوس لأسماء العرب